# Wiz-Art
Wiz-Art (Віз-Арт) — щорічний міжнародний фестиваль короткометражних фільмів, що відбувається у Львові наприкінці липня й демонструє щороку понад 100 стрічок короткого метру. Фестиваль започатковано мистецькою формацією Wiz-Art, створеною 2008 року.

## Конкурсна програма
У конкурсній програмі фестивалю беруть участь короткометражні фільми тривалістю до 34 хвилин із різних країн. Основні нагороди отримують переможці у п'ятьох номінаціях: найкраща режисура, найкращий сценарій, найкраща операторська робота, найкращий український фільм та гран-прі. Додатковими є спеціальними відзнаки журі та вибір глядача.

## Журі
Журі фестивалю обирається дирекцією фестивалю. Серед складу журі зазвичай декілька іноземних гостей та обов'язковий представник українського кінематографу. Історія фестивалю

### 2008
20-22 листопада 2008 року — I фестиваль. Відбулись покази фільмів Шона Конвея (Велика Британія), Бориса Казакова (Росія), Мілоша Томіча (Сербія), Фолькера Шрайнера (Німеччина), а також ретроспектива робіт відомої авангардистки Майї Дерен (США). Було показано 50 фільмів, з яких 10 були короткометражки молодих українських режисерів.

### 2009
23-25 травня 2009 року — II фестиваль. Гостями були британський відеомитець і поет Джуліан Генд, німецькі режисери Мартін Зульцер (Landjugend) та Кевін Кірхенбавер, російський продюсер і викладач Владімір Смородін. Відбулись виступи VJ-їв Shifted Vision та гурту Надто Сонна (2sleepy). Було показано ретроспективи робіт Скотта Паґано і Девіда Орайлі, а також найкращі фільми кіношкіл в Зліні (Чехія), Стокгольмі (Швеція), Гамбурзі (Німеччина). Свої програми представили вірменський фестиваль «Золотий Абрикос» (Єреван) та словацький фестиваль Early Melons (Братислава). Загалом було продемонстровано 100 короткометражних фільмів.

### 2010
20-23 травня 2010 року — III фестиваль. Гості й члени журі: турецький режисер Озан Ачіктан, словацький медіахудожник Антон Черни, шведська режисерка Анна Клара Орен, український продюсер Олександр Дебич. Фестиваль відвідали режисери з Ірландії (Тоні Доног'ю), Іспанії (Фернандо Усон), Португалії (Ана Мендес), Польщі (Томаш Юркевич), України (Анна Смолій, Григорій Когос, Дмитро Красний, Катерина Горностай). Відбулись ретроспективи короткометражних фільмів Фінляндії та країн Азії. Свої найкращі фільми представили фестивалі з Італії (A Corto di Donne) і Росії (Начало). Гран-прі отримав фільм «День Життя» (режисер Джун Квок, Гонконг). В конкурсній і позаконкурсній програмах взяли участь 105 фільмів із 30 країн світу.

### 2011
26-29 травня 2011 року — IV фестиваль. Гостями і членами журі фестивалю були шотланська режисерка Рут Пекстон, німецький продюсер Девід Лінднер та український режисер Ігор Подольчак. Фестиваль відвідали Томмі Мустніємі (відеохудожник, Фінляндія), Майка Маджі (режисерка, Німеччина), Еміль Станґ Лунд (режисер, Норвегія), Мортен Халворсен (режисер, Данія), Армін Дірольф (режисер, Німеччина) та інші. Відбулись ретроспективи короткометражних фільмів франкомовної частини Канади, французької анімації та спеціальна програма українських короткометражок. В конкурсній та позаконкурсній програмах було показано 98 фільмів. Гран-прі отримав анімаційний фільм «Маленький Квентін» (Альберт ‘T Хоофт & Пако Вінк, Нідерланди, 2010).

### 2012
26-29 липня 2012 року — V фестиваль, гостями і членами журі фестивалю були французький режисер Вінсент Мун, ісландська режисерка Ізольд Уґадоттір, координатор фестивалю «Молодість» Ілько Ґладштейн (Україна), ірландський відеомитець Пол Одонах'ю, також відомий як Ocusonic, канадійський режисер та продюсер Фелікс-Дюфур-Лапер'єр (Félix Dufour-Laperrière). Фестиваль відвідали директор угорського фестивалю BUSHO Тамас Габеллі, українські режисери Олександр Юдін, Макс Афанасьєв та Лариса Артюгіна. Відбулись ретроспективи угорських та італійських короткометражних фільмів, а також показ українського молодого кіно «Плачте, але знімайте!» (цитата Олександра Довженка) за участі режисерів. В рамках Wiz-Art 2012 глядачі мали нагоду відвідати Wiz-Art Lab — кіношколу із лекціями та майстер-класами учасників та гостей фестивалю. У конкурсній та позаконкурсній програмі взяли участь 98 фільмів з 39 країн. Гран-прі фестивалю отримав ігровий фільм «Грибок» (Шарлотта Міллер, Швеція, 2011).

### 2013
23-28 липня 2013 року VI фестиваль. Гості: директор Лондонського фестивалю короткометражних фільмів Філіп Ілсон; швейцарська акторка, режисерка та сценаристка Марія Зіґріст; український режисер Дмитро Сухолиткий-Собчук. Гран-прі фестивалю отримала стрічка «Хащі сатани» (Віллі Ганс, Німеччина).

### 2014
24-24 липня 2014 року VII фестиваль під гаслом «Сильніше, ніж зброя», гостями були норвезька режисерка Ґюнхільд Енґер, українська режисерка та документалістка Катерина Горностай, директор польського фестивалю короткометражних фільмів Short Waves Festival Шимон Стемплевскі, український режисер Володимир Тихий та ін. У спеціальній програмі показів були документальні фільми Babylon'13, присвячені українському громадянському протесту 2013—2014 років. Польська стрічка «Вбити тітку» Матеуша Гловацького здобула гран-прі фестивалю.

### 2015
21-24 травня 201- VIII фестиваль під гаслом «Причина майбутнього», гостями та журі фестивалю були режисери Катажина Ґондек (Польща), Крістофер Шварц (Австрія) та Олександр Ратій (Україна). Гран-прі фестивалю отримала стрічка «Хащі сатани» Віллі Ганс (Німеччина). В рамках Wiz-Art Lab 2015 — традиційного освітнього блоку фестивалю — відбулись зустрічі у форматі Q&A й кінопокази з іноземними гостями фестивалю, майстер-класи й лекції українських фільм-мейкерів, сценарні кіночитки тощо.

### 2016
4-7 серпня — IX фестиваль, тема — «Народження світла». Програма складалась зі 105 фільмів. Журі: режисер Віллі Ганс (Німеччина), кінокритикиня Дарія Бадьйор (Україна) та режисер Ґжеґож Дембовскі (Польща). Гран-прі фестивалю отримала стрічка «Естакада» Патріса Лаліберте з Канади. У міжнародному конкурсі приз за найкращий сценарій та приз глядацьких симпатій виграла стрічка «Ванна» австрійського режисера Тіма Ельріха, приз за найкращу операторську роботу отримала стрічка «Зміна в погоді» ірландського режисера Муіріша Кроулі, приз за найкращу режисуру — «Повернення Еркіна» Марії Гуськової з Росії. Найкращим українським фільмом стала стрічка «Син» Філіпа Сотниченка, спеціальну відзнаку отримала стрічка «Кров» Валерії Сочивець, а приз глядацьких симпатій отримала стрічка «Чорногора» Тараса Дроня. У рамках Wiz-Art Lab відбулося 5 показів і Q&A з режисерами та режисерками з Польщі, Німеччини, Канади та Латвії, а також дискусія про культурну критику в епоху нових медій та круглий стіл на тему співпраці у сфері незалежного кіно. Окрім цього, відбулося 6 спеціальних показів: найкращі фільми від австрійського фестивалю Vienna Independent Shorts; показ, присвячений флешмобу #ЯНеБоюсьСказати, екологічна програма «З Широко Розплющеними Очима»; фільми Нарімана Алієва «Кримські Історії», кіноконцерт Reve Ta Stohne On Tour, експериментальні фільми «Experimental is Mental» та інші події.

### 2017
11-15 жовтня — X фестиваль, тема «Що таке тИорія життя» (з навмисною помилкою, що закцентувати поверховість сприйняття світу, де прийнято шукати простих рецептів до щастя, про намагання здаватись замість бути). У програму увійшло понад 100 стрічок. Журі фестивалю: режисерка Світлана Шимко (Україна), режисер та кінопродюсер Кріс Дор (Австрія), режисерка та кінопродюсерка Терез Конц (Угорщина). Гран-прі фестивалю та приз глядацьких симпатій в національному конккурсі отримав фільм українського режисера Юрія Катинського «Післясмак», найкращим українським короткометражним фільмом стала стрічка Філіпа Сотниченка «Технічна перерва», спеціальну відзнаку української конкурсної програми отримав фільм Анни Любинецької «Київ-Москва». В міжнародному конкурсі приз за найкращу режисуру отримав фільм «Холодно і Жарко» Марти Прус (Польща), приз за найкращу операторську роботу отримав фільм «Освітлення» режисера Марціо Міранда Перез (Бразилія), приз за найкращий сценарій отримав фільм «Товсті хлопці» режисера Сорайоса Прапапана (Таїланд), приз глядацьких симпатій отримав фільм «Француженка» режисерки Йоші Анємбе (Франція), спеціальну відзнаку журі отримав фільм «Полонез» режисерки Аґнєшки Елбановської (Польща). У рамках Wiz-Art Lab відбулися зустрічі, презентації, кінопокази, прокидання, тиорії, теорії та практичні майстер-класи. Також було представлено позаконкурсну програму «UA DOC Особливі» та 6 спеціальних кінопоказів: Архівні фільми про Львів, фестивальні хіти, COME OUT PLEASE ЛГБТ-програма, LATE NIGHT SEXY SHORTS, ТИОРІЯ ЖИТЯ. Фізіологія, ТИОРІЯ ЖИТЯ. Близькість та інші події.

### 2018
6-12 серпня — XI фестиваль, тема фестивалю «What we don't see» — явища, які виходять за межі нашої звичної парадиґми. У програмі понад 100 найактуальніших та найяскравіших стрічок з України та світу. Переможців фестивалю визначало міжнародне журі у складі української продюсерки та програмної координаторки — Дарії Бассель, режисера Марка Реймонда Вілкінса та програмного селектора та консультанта багатьох кінофестивалів Масімміліано Нардуллі. Гран-прі фестивалю отримав фільм режисера з Македонії Ґорана Столевські «Тільки поглянь на неї», найкращим українським короткометражним фільмом стала стрічка Кирила Жекова «Урок риболовлі». У міжнародному конкурсі приз глядацьких симпатій та приз за найкращий сценарій отримав фільм «Ретуш» режисера Каве Мазагері (Іран), приз за найкращу режисерську роботу отримав фільм «Я завжди любитиму тебе, Конні» режисерки Аманда Кернел (Данія). Приз глядацьких симпатії українського конкурсу отримав фільм «Mia Donna» Павла Острікова. Спеціальні відзнаки отримали фільм «Ела — нариси про від'їзд» Олівера Адама Кусіо з Німеччини та «Штангіст» Дмитра Сухолиткого-Собчука з України. У рамках Wiz-Art Lab окрім кінопоказів та Q&A, дискусій та розмов режисерів та режисерок, відбувся кінопоказ учасників Wiz-Art Film School. Вперше провели експериментальний показ Sound and Vision кінопоказ з органною імпровізацією. Спеціальними подіями були: НА ПЕРЕХРЕСТІ. URBAN MOBILITY SHORTS — показ фільмів просто неба, РІВНЯЙСЬ! СТРУНКО! МАРШ! — Кінопоказ та дискусія про рівність, Кругообіг-архів-кіно-архів — показ та обговорення фільмів створених з матеріалів медіаархіву, Найкраще Британське ВІД LSFF Підбірка від Лондонського фестивалю короткометражних фільмів, Midnight/Morning sexy shorts, КОНЧЄНА МАЛАДЬОЖ Фільми про героїв свого часу, Фільми для дітей 12+, фестиваль хіти та інші позаконкурсні програми.

### 2019
19-25 серпня — XII фестиваль під гаслом «Наважся побачити. Dare to See» — розмитість є визначальною ознакою нашої тремтячої епохи. У програмі фестивалю близько 120-ти фільмів. Переможців визначало міжнародне журі у складі режисерки, продюсерки та кураторки мистецьких проєктів Надії Парфан з України, режисера та сценариста Янніка Даля Педерсона з Данії та менеджерка з продажу в компанії Interfilm Berlin Short Sales&Distribution Сари Домбринк з Німеччини. За увагу журі та глядачів змагалися 26 фільмів — 10 у національній та 16 в міжнародній програмах. Гран-прі фестивалю та приз за найкращий сценарій здобув фільм режисера Богдана Мурешану з Румунії «Різдвяний подарунок». Найкращим українським фільмом став анімаційний фільм «Кохання» Микити Лиськова. Особливу відзнаку отримав фільм «В радості, і тільки в радості» Марини Рощиної, приз за найкращу режисуру міжнародного конкурсу отримав фільм «Літо та все інше» Свена Брессера. Призи глядацьких симпатій отримали фільм «Анна» Декеля Беренсона (Британія) та «Плюс один» Мирослави Клочко (Україна). Цього року фестиваль долучився до топ-10 фестивалів, глядачі яких обиратимуть переможця Європейської глядацької нагороди для короткометражних фільмів. В рамках фестивалю відбувся 6-тий пітчинг кінопроєктів. В рамках Wiz-Art Lab відбулися кінопокази та Q&A з Микитою Лиськовим, Yarema&Himey, Надії Парфан, Сарри Домбринк та Янніка Даля Педерсона. Цього року відбулося 12 спеціальних показів: фестивальні хіти та Sound and Vision, Я хочу повірити, Найкращі вісім, архіви пам'яті, нічні фільми про відверте, наважся побачити, на добраніч малята — horror shorts, дорога додому. фільми незалежності, ранкові фільми про відверте, комедійні короткі метри та інше.

### 2020
7-13 вересня — XIII фестиваль під слоганом «Я з тобою». Через карантинні обмеження, спричинені пандемією COVID-19, показ вперше відбувся у новому форматі — офлайн у Львові, а також на онлайн-кінотеатрі Wiz-Art Film Festival Online. До конкурсних програм куратори фестивалю відібрали 30 фільмів з-поміж 1500 надісланих заявок. Міжнародний конкурс складався з трьох показів, під час якого за перемогу боролись 18 фільмів з 17 країн світу. У Національному конкурсі брали участь 11 стрічок українських режисерів та режисерок. Переможців Міжнародної конкурсної програми визначали режисер, Богдан Мурешану, член програмного відділу Міжнародного кінофестивалю в Карлових Варах, Анна Корінек, та Юлія Сінькевич, генеральна продюсерка Одеського міжнародного кінофестивалю. Склад журі Національної конкурсної програми складався з Декена Беренсона, британського письменника, Івана Козленко, генерального директора Довженко-Центра, та Катерини Горностай, режисерки-документалістки.
За результатами конкурсу, спеціальну відзнаку у міжнародному конкурсі отримав фільм «Південна лихоманка» Томаса Вудрофа «за неперевершену операторську роботу». За найкращий сценарій у міжнародному конкурсі отримав нагороду фільм «Кавуновий сік» Ірене Морай. Приз глядацьких симпатій був відданий «Традиції» Іосеб «Сосо» Бліадзе. Найкращим українським фільмом був визнаний «Врятуйте мене, лікарю» Дмитра Грешка. Спеціальну відзнаку 1 у національному конкурсі отримав «Килим» Наталії Кисельової «за створення ліричного образу українського підлітка, в життя якого любов і війна входять однаково стрімко та доленосно, породжуючи невідоме досі почуття турботи та самопожертви на шляху дорослішання й прийняття Іншого». Приз глядацьких симпатій у національному конкурсі був відданий фільму «У нашій синагозі» Івана Орленка. Гран-прі фестивалю отримав фільм «Не спи, будь напоготові» режисера Пам Тьєн Ан.